# 出沢
出沢（すざわ）は、愛知県新城市の地名。

## 地理

### 河川・池沼
- 豊川

### 交通
- 国道257号
- 愛知県道21号豊川新城線

### 字一覧
- 秋切（あきぎり）[WEB 6]
- 後口山（あとくちやま）[WEB 6]
- 牛馬屋（うしまや）[WEB 6]
- 大入久保（おおいりくぼ）[WEB 6]
- 大荷場（おおにば）[WEB 6]
- 奥ノ田（おくのだ）[WEB 6]
- 銭亀（ぜにがめ）[WEB 6]
- 中ケ谷（なかがや）[WEB 6]
- 中根（なかね）[WEB 6]
- 七久保（ななくぼ）[WEB 6]
- 西沢（にしざわ）[WEB 6]
- 根岸谷下（ねぎしやげ）[WEB 6]
- 橋詰（はしづめ）[WEB 6]
- 八ノ平（はちのひら）[WEB 6]
- 藤ケタワ（ふじけたわ）[WEB 6]
- 前畑（まえばた）[WEB 6]
- 亦谷（またや）[WEB 6]
- 的場田（まとばだ）[WEB 6]
- 丸山（まるやま）[WEB 6]

## 歴史

### 沿革
- 1878年（明治11年） - 南設楽郡出沢村となる[1]。
- 1889年（明治22年） - 南設楽郡石座村大字出沢となる[1]。
- 1906年（明治39年） - 南設楽郡東郷村大字出沢となる[1]。
- 1955年（昭和30年） - 新城町大字出沢となる[1]。
- 1958年（昭和33年） - 新城市大字出沢となる[1]。

### 人口の変遷
国勢調査による人口および世帯数の推移。
| 1995年（平成7年）  | 42世帯 189人 |  |
| 2000年（平成12年） | 42世帯 174人 |  |
| 2005年（平成17年） | 41世帯 163人 |  |
| 2010年（平成22年） | 42世帯 145人 |  |
| 2015年（平成27年） | 43世帯 132人 |  |
| 2020年（令和2年）  | 36世帯 114人 |  |

## 施設
- 八平神社 - 旧村社。本殿などが登録有形文化財。
- 龍泉寺 - 曹洞宗の寺院。本堂などが登録有形文化財。
- 出沢砦跡
- 七久保不動院
- 新城総合公園
- 瀧川家住宅 - 主屋などが登録有形文化財。

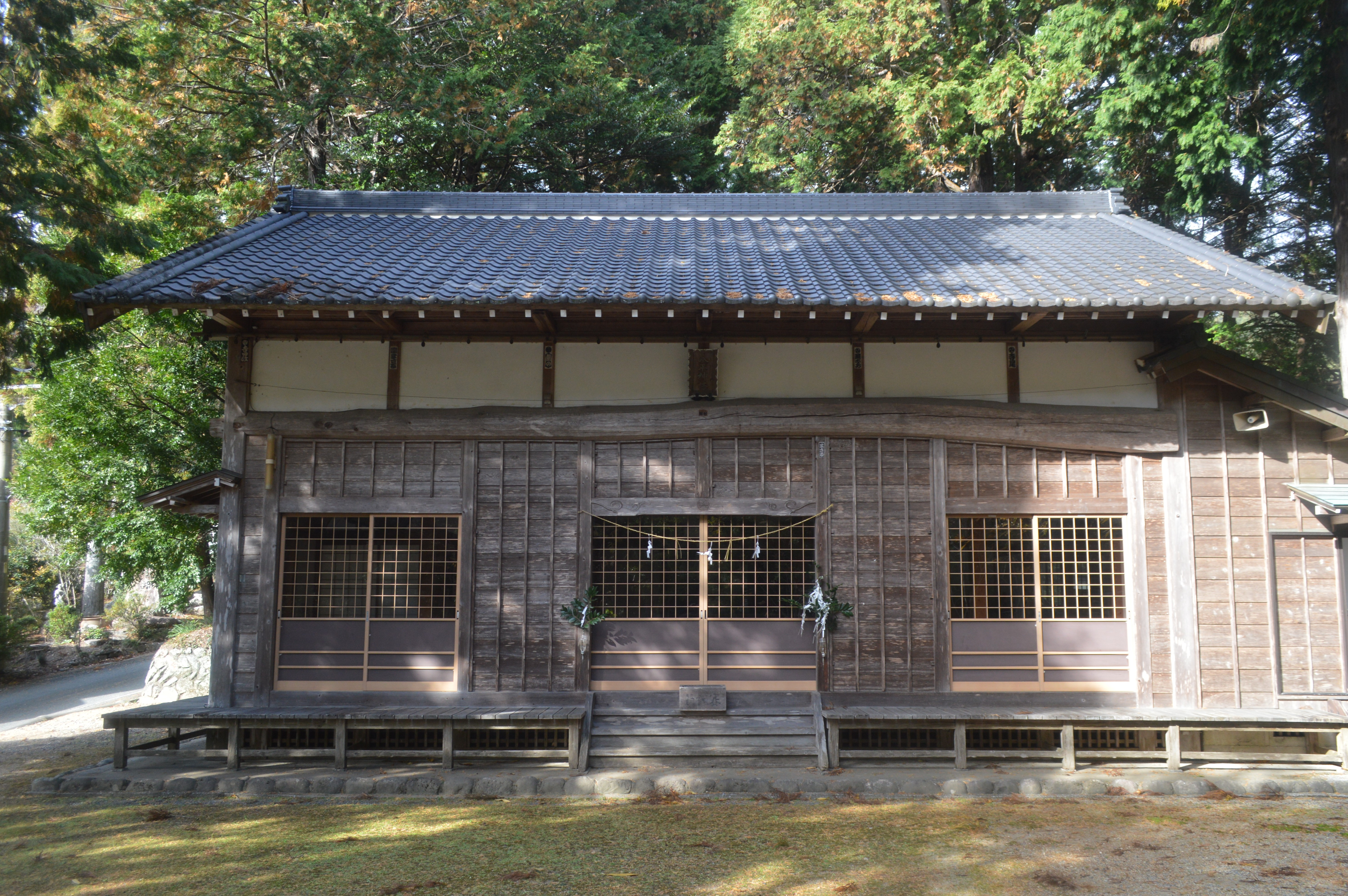
八平神社
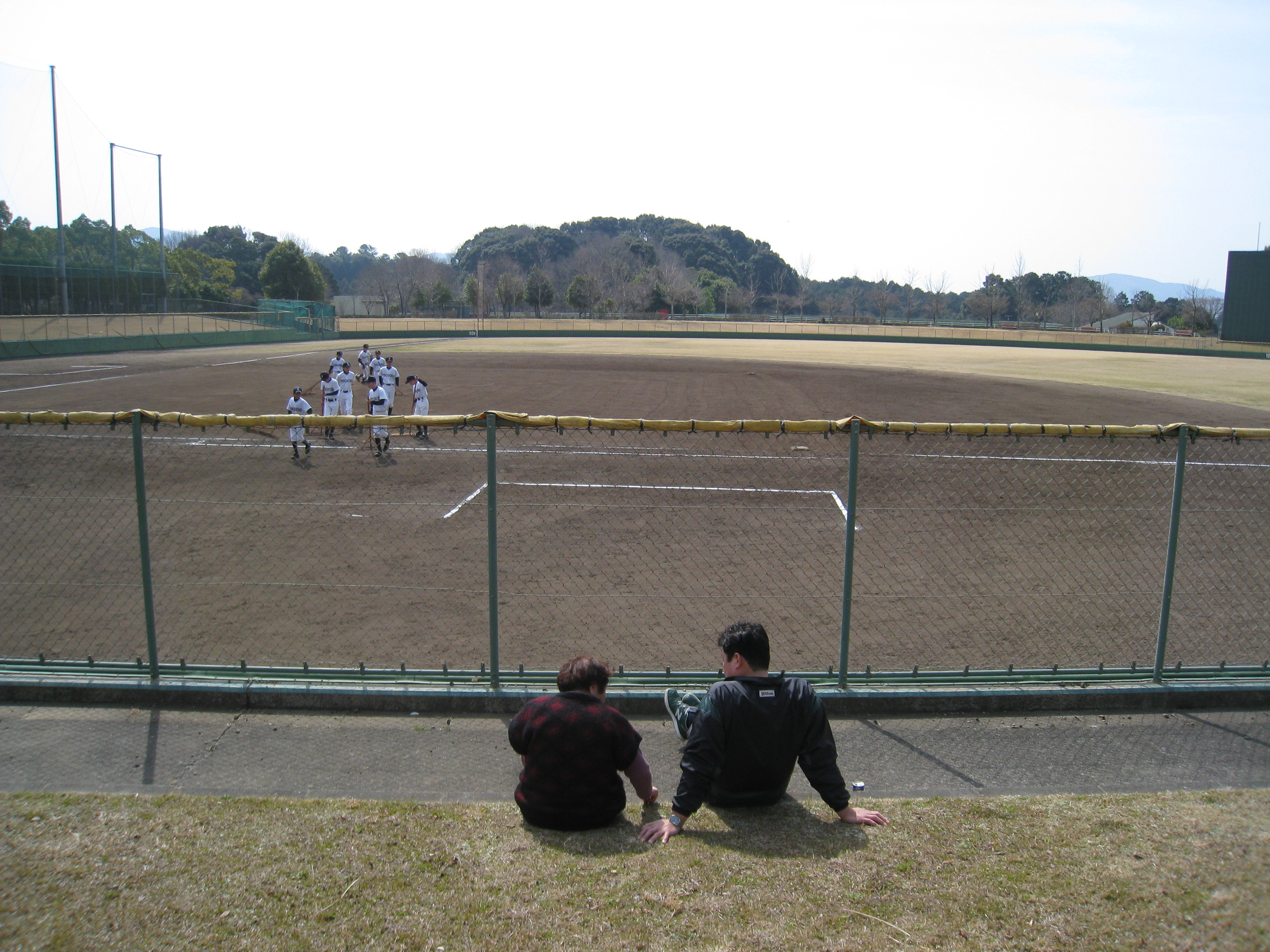
新城総合公園
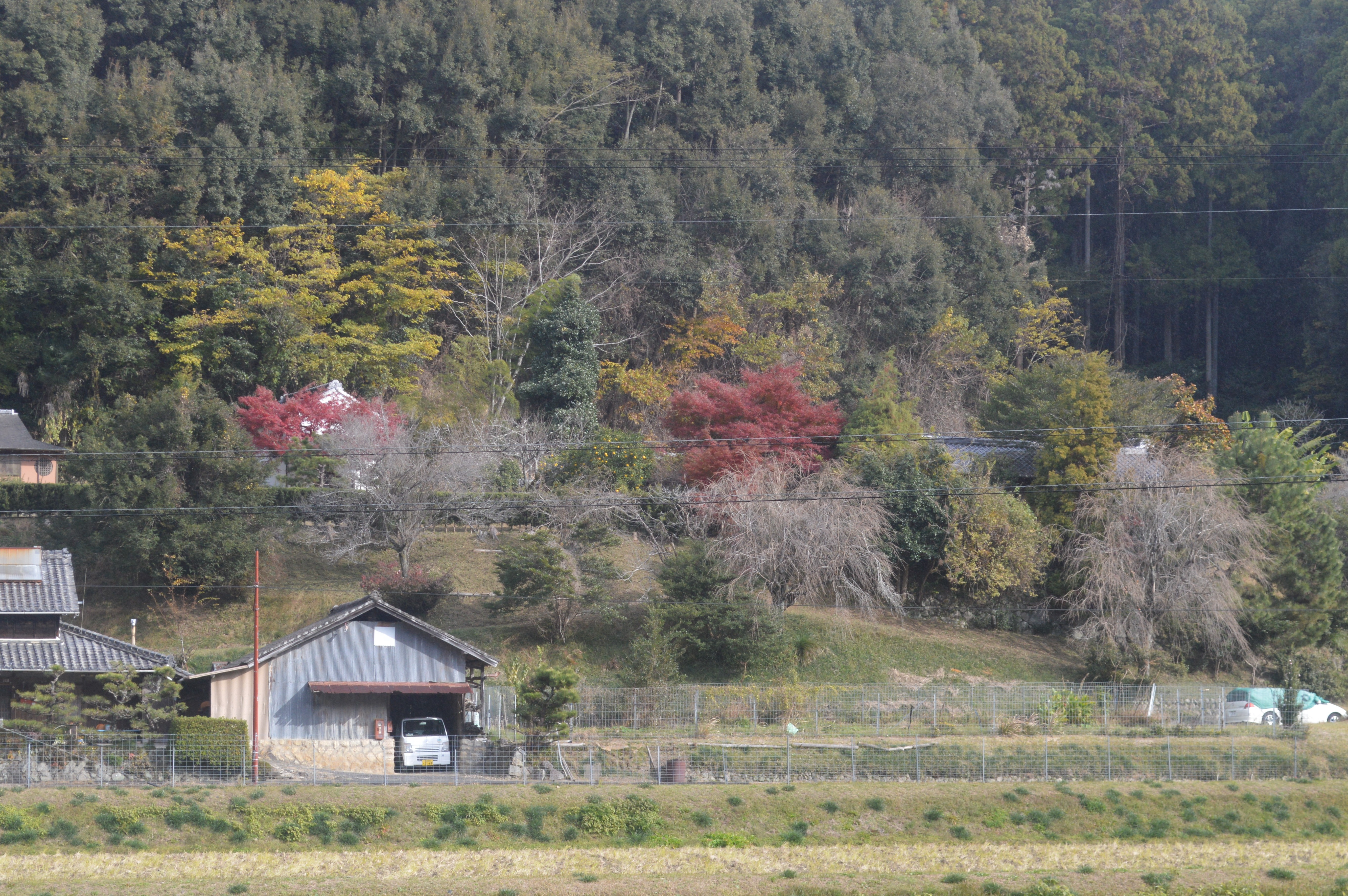
瀧川家住宅

## 出身人物
- 万年妙暁（僧侶、当時設楽郡出沢村）[2]

### WEB
1. ↑  “愛知県新城市の町丁・字一覧”.   人口統計ラボ. 2024年4月28日閲覧。
2. 1 2  総務省統計局 (2022年2月10日). “令和2年国勢調査の調査結果(e-Stat) - 男女別人口，外国人人口及び世帯数－町丁・字等” (CSV). 2023年8月2日閲覧。
3. ↑  “読み仮名データの促音・拗音を小書きで表記するもの(zip形式) 愛知県” (zip).   日本郵便 (2024年2月29日). 2024年3月26日閲覧。
4. ↑  “市外局番の一覧” (PDF).   総務省 (2022年3月1日). 2022年3月22日閲覧。
5. ↑  “ナンバープレートについて”.   一般社団法人愛知県自動車会議所. 2024年1月21日閲覧。
6. 1 2 3 4 5 6 7 8 9 10 11 12 13 14 15 16 17 18 19  “愛知県新城市出沢の住所一覧”.   ゼンリン. 2024年12月12日閲覧。
7. ↑  総務省統計局 (2014年3月28日). “平成7年国勢調査の調査結果(e-Stat) - 男女別人口及び世帯数 －町丁・字等” (CSV). 2021年7月20日閲覧。
8. ↑  総務省統計局 (2014年5月30日). “平成12年国勢調査の調査結果(e-Stat) - 男女別人口及び世帯数 －町丁・字等” (CSV). 2021年7月20日閲覧。
9. ↑  総務省統計局 (2014年6月27日). “平成17年国勢調査の調査結果(e-Stat) - 男女別人口及び世帯数 －町丁・字等” (CSV). 2021年7月21日閲覧。
10. ↑  総務省統計局 (2012年1月20日). “平成22年国勢調査の調査結果(e-Stat) - 男女別人口及び世帯数 －町丁・字等” (CSV). 2021年7月21日閲覧。
11. ↑  総務省統計局 (2017年1月27日). “平成27年国勢調査の調査結果(e-Stat) - 男女別人口及び世帯数 －町丁・字等” (CSV). 2021年7月21日閲覧。

### 書籍
1. 1 2 3 4 5  「角川日本地名大辞典」編纂委員会 1989, p. 730.
2. ↑  郷土豊橋を築いた先覚者たち編集委員会 1986, p. 280.